# Gracova
Gracova o Gracovo (in sloveno Grahovo ob Bači) è un insediamento (naselje) di 138 abitanti del comune sloveno di Tolmino, situato nel Goriziano.

## Origini del nome
Il nome dell'insediamento venne cambiato da Grahovo a Grahovo ob Bači (letteralmente "Grahovo sul Baccia") nel 1955.. Si ritiene che il toponimo abbia la stessa origine di quello di Grahovo nel comune di Circonio. Se fosse così, probabilmente deriva dal nome di persona Grah, tuttora diffuso in Slovenia e che, a sua volta, proviene dall'antico nome tedesco Gracco. Il toponimo significherebbe quindi "villaggio di Grah". Un'altra possibile derivazione è quella dal comune sostantivo grahovišče ("campo di fave"), tramite la forma contratta grahovše. In pubblicazioni italiane risalenti alla prima guerra mondiale è attestato anche il toponimo Favale.

## Storia
Il centro abitato apparteneva storicamente alla Contea di Gorizia e Gradisca, come comune autonomo; era noto con il toponimo sloveno di Grahovo e italiano di Gracova. All'epoca della costituzione del comune catastale di Grahova, esso comprendeva anche il vicino insediamento di Na Koritenza (oggi Koritnica). In seguito al comune di Grahova o Grahovo vennero aggregati anche i comuni catastali di Podberda/Pobrdo, Stersisze/Stržišče, Oblok/Obloke, Deutschruth/Nemški Rut e Chnesa/Kneža.
Dopo la prima guerra mondiale passò, come tutta la Venezia Giulia, al Regno d'Italia; il toponimo venne cambiato nel 1923 in Gracova Serravalle, e il comune venne inserito nel circondario di Tolmino della provincia del Friuli. Secondo il censimento del 1921, il 3,49% della popolazione di Gracova era italiana. Nel 1927 passò alla nuova provincia di Gorizia.
Il territorio del comune comprendeva le frazioni di:
- Gracova Serravalle, con il centro abitato di Coritenza (Koritnica);
- Cneza/Chiesa San Giorgio (Kneža), col centro abitato di Temelin/Temeline (Temljine);
- Deutschruth/Rutte di Gracova (Nemški Rut), col centro di Grant/Grandi (Grant);
- Oblocche/Oblocca (Obloke) col centro di Hudajusna/Oblocca Fusina (Hudajužna);
- Sterzischie/Sant'Osvaldo (Stržišče), col centro di Snoile/Monte Snoile (Znojile);
- Podberdo/Piedicolle (Podbrdo), con i centri di Tertenic/Tertenico (Trtnik), Baza/Bàccia (Bača pri Podbrdu), Petrovo Berdo/Passo di Piedicolle (Petrovo Brdo) e Cuc/Cucco di Gracova (Podporezem).[16][17]

Dopo la seconda guerra mondiale il territorio passò alla Jugoslavia; attualmente Gracova (tornata ufficialmente Grahovo) è frazione del comune di Tolmino.
La chiesa parrocchiale di questo piccolo paese è dedicata a sant'Anna e dipende dalla Diocesi di Capodistria. Il villaggio costituì una delle principali ambientazioni del film Na Svoji Zemlji (lett. La Nostra Terra), girato nel 1948.

## Infrastrutture e trasporti
La frazione è servita dalla stazione di Gracova, posta lungo la linea ferroviaria Jesenice-Trieste.